# FC Sfântul Gheorghe Suruceni
 FC Sfântul Gheorghe este o echipă de fotbal din Republica Moldova, care joacă în Divizia Națională, pentru prima dată în sezonul 2009-2010.  

## Istorie
Clubul a fost format în 2003. Până în 2007, a fost reprezentată de către 7 echipe de tineret, cu vârste cuprinse între 10 – 18  ani. În 2007, echipa sub 18 ani a celor de la FC Sfântul Gheorghe a devenit Campioana Republicii Moldova.
În sezonul 2008-2009, clubul a intrat în a doua ligă din Moldova - Divizia A, datorită unei infrastructuri excelente de două stadioane, unul cu gazon artificial și altul cu gazon natural, clubul a îndeplinit toate criteriile de licențiere și a obținut licența „A”, care a permis echipei să joace în Divizia Națională.
În iulie 2023, clubul a încetat să mai existe pe fondul unui scandal care a implicat aranjarea de meciuri și arestarea mai multor jucători. Problemele financiare apărute în urma aceluiași scandal au jucat și ele un rol decisiv în încetarea existenței clubului.

## Stadion
Clubul își joacă meciurile de acasă pe stadionul Suruceni, o facilitate cu o capacitate de 2.000 de locuri, dintre care 200 de locuri pe scaune.

## Palmaresul
| Competiții naționale | Competiții internaționale |
| Divizia Națională Vicecampioni: 2019 Divizia A Vicecampioni: 2016–17 Cupa Moldovei Câștigători: 2020–21 Finalisti: 2018–19, 2019–20, 2021–22 Supercupa Moldovei Câștigători: 2021 Cupa Federației Câștigători: 2020 | Cupa UEFA/UEFA Europa League: - Turul 2 preliminar(1): 2020-2021 Conference League: - Turul 1 preliminar (2): 2021-22, 2022-23 |

## Rezultatele pe sezoane
| Sezon   | Div. | Poz. | MJ | V  | E | i  | GD | GP | Pt | Cup  | Golgeter (ligii)       |
| ------- | ---- | ---- | -- | -- | - | -- | -- | -- | -- | ---- | ---------------------- |
| 2008–09 | 2nd  | 11   | 30 | 10 | 4 | 16 | 41 | 46 | 34 | 1/32 | Necunoscut             |
| 2009–10 | 1st  | 11   | 33 | 6  | 6 | 21 | 29 | 67 | 24 | 1/16 | Mihai Plătică (6)      |
| 2010–11 | 1st  | 12   | 39 | 6  | 7 | 26 | 30 | 83 | 25 | 1/8  | Petru Ojog (4)         |
| 2011–12 | 1st  | 10   | 33 | 7  | 9 | 17 | 23 | 55 | 30 | 1/8  | Eric Sackey (7)        |
| 2012–13 | 2nd  | 8    | 28 | 12 | 4 | 12 | 38 | 51 | 40 | 1/16 | Alexandru Țurcan (7)   |
| 2013–14 | 2nd  | 5    | 24 | 12 | 3 | 9  | 40 | 28 | 39 | 1/8  | Alexandru Răilean (20) |
| 2014–15 | 2nd  | 6    | 22 | 10 | 3 | 9  | 41 | 34 | 33 | 1/16 | Alexandru Răilean (11) |
| 2015–16 | 2nd  | 12   | 26 | 6  | 6 | 14 | 43 | 60 | 24 | 1/32 | Sergiu Plătică (12)    |
| 2016–17 | 2nd  | 2    | 28 | 21 | 3 | 4  | 79 | 23 | 66 | 1/8  | Alexandru Maxim (16)   |
| 2017    | 1st  | 7    | 18 | 5  | 5 | 8  | 15 | 27 | 20 | 1/8  | Alexandru Maxim (3)    |
| 2018    | 1st  | 7    | 28 | 6  | 8 | 14 | 30 | 50 | 26 | Fi   | Sergiu Istrati (6)     |
| 2019    | 1st  | 2    | 28 | 16 | 5 | 7  | 40 | 28 | 53 | Fi   | 3 jucători (6)         |
| 2020–21 | 1st  | 4    | 36 | 21 | 4 | 11 | 65 | 43 | 67 | C    | Roman Volkov (12)      |
| 2021–22 | 1st  | 4    | 28 | 10 | 8 | 10 | 38 | 39 | 38 | Fi   | Victor Stînă (7)       |
| 2022–23 | 1st  | 5    | 24 | 7  | 5 | 12 | 22 | 35 | 26 | 1/2  | Jibril Ibrahim (5)     |

## European record
| Competiție                    | Jucate | Victorii | Egal | Înfrângeri | GM | GP | GD | Victorie% |
| ----------------------------- | ------ | -------- | ---- | ---------- | -- | -- | -- | --------- |
| UEFA Europa League            | 2      | 0        | 1    | 1          | 0  | 1  | −1 | 0         |
| UEFA Europa Conference League | 4      | 0        | 0    | 4          | 6  | 12 | −6 | 0         |
| Total                         | 6      | 0        | 1    | 5          | 6  | 13 | −7 | 0         |

Legend: GF = Goals For. GA = Goals Against. GD = Goal Difference.
| Sezon   | Competiție                    | Runda | Club                | Acasa      | Deplasare   | General |
| ------- | ----------------------------- | ----- | ------------------- | ---------- | ----------- | ------- |
| 2020–21 | UEFA Europa League            | 1QR   | Shakhtyor Soligorsk | N/A        | 0–0 (4–1 p) | N/A     |
| 2020–21 | UEFA Europa League            | 2QR   | Partizan            | 0–1 (pre.) | N/A         | N/A     |
| 2021–22 | UEFA Europa Conference League | 1QR   | Partizani           | 2–3        | 2–5         | 4–8     |
| 2022–23 | UEFA Europa Conference League | 1QR   | Mura                | 1–2        | 1–2         | 2–4     |

Notes
- QR: Tur preliminar.

## Stafful tehnic
- Sergiu Caraman - Președintele clubului și antrenor principal
- Marcel Moraru - Manager General
- Sergiu Ipatii - Manager de Marketing
- Victor Petrenco - medic

## Foști jucători notabili
| - Dmitrii Burac - Maxim Bardîș - Ion Bojii - Nicolai Calancea - Iulius Caraman - Dumitru Călăraș - Marin Căruntu - Nicolai Cebotari - Iustin Cerga - Cristian Cîrlan - Iulian Erhan - Maxim Focșa - Mihail Ghecev - Vladimir Ghinaitis - Dumitru Gliga - Sergiu Istrati | - Denis Janu - Stanislav Luca - Andrei Macrițchi - Valeriu Macrițchi - Dmitri Mandrîcenco - Victor Marian - Marius Marițoi - Nicolae Nemerenco - Andrei Novicov - Ghenadie Ochincă - Petru Ojog - Denis Orbu - Vadim Paireli - Artur Pătraș - Vitalie Plămădeală - Petru Postoroncă | - Artiom Puntus - Denis Rassulov - Maxim Railean - Dumitru Semirov - Eugen Slivca - Yevhen Smirnov - Eugeniu Spirlicenco - Victor Stînă - Alexandru Suvorov - Serghei Svinarenco - Mihail Tîșcul - Alexandru Tofan - Nicolae Țurcan - Ivan Urvanțev - Alexandru Vremea - Roman Volkov | - Walter Aquino - Mohammed Al-Hardan - Maurice Barry - Gilberth Dwubeng - Federico - Garegin Kirakosyan - Renat Mochulyak - Njegoš Ristović - Myroslav Mazur - Sidy Sagna - Valeriy Stepanenko - Wanderson |

## Antrenori
- Sergiu Caraman (2011)
- Vadim Borets (2016)
- Serghei Cebotari (2018-2021)